# Bargagli
Bargagli (en ligur Bargaggi) és un comune italià, situat a la regió de la Ligúria i a la ciutat metropolitana de Gènova. El 2014 tenia 2.749 habitants. Limita amb les comunes de Davagna, Gènova, Lumarzo i Sori.

## Geografia
Situat a l'alta vall del Bisagno, al nord-est de Gènova, compta amb una superfície de 16,28 km² i les frazioni de Bargagli Capoluogo, Maxena, Traso i Valle Lentro.